# Станіслав Стратієв
Станіслав Стратієв (болг. Станислав Стратиев, 9 вересня 1941, Софія  — 20 вересня 2000, Софія) — болгарський письменник, драматург, сценарист, журналіст, редактор. Автор повістей, оповідань, кіносценаріїв і прози для дітей та юнацтва.

## Біографія
Народився 9 вересня 1941 року в Софії. Закінчив філологічний факультет Софійського університету ім. Св. Климента Охридського. У пресі дебютував в 1958 році. З 1964 редактором газети «Народна молодь» (болг. «Народна младеж») (1964  — 1968), в 1968  — 1975 — редактором газети «Шершень» (болг. «Стършел»). З 1975 по 2000 рік Стратієв працював драматургом Софійського Театру Сатири. Твори Стратієва переведені на 30 мов. П'єси автора ставилися на театральних сценах Франції, Туреччини, Угорщини, Німеччини, Греції, Польщі, Румунії, Фінляндії, Чехії, США, Швейцарії, Югославії та інших .

## П'єси
- «Римська лазня» (1974)
- «Замшевий піджак» (1976) [6]
- «Автобус» (1980) [7]
- «Максималіст» (1984)
- «Мамут» (1990)

## Кіносценарії
- «Гардероб» (1974)
- «Оркестр без імені» (1982)
- «Еквілібріум» (1983)

## Переклади українською мовою
- «Замшевий піджак». Комедія в 2-х діях. Переклад з болгарської Катерина Марущак-Зозуляк.
- «Максималіст». Комедія в 2-х діях. Переклад з болгарської Юрій Семенович Чикирисов.

## Нагороди
- Димитровська премія, 1986